# 荒川郵便局
荒川郵便局（あらかわゆうびんきょく）は、東京都荒川区にある郵便局。民営化前の分類では集配普通郵便局であった。

## 概要
住所：〒116-8799 東京都荒川区荒川3-2-1

### 併設施設
- ゆうちょ銀行荒川店（本店荒川出張所）：取扱店番号013140

### 分室
分室はなし。過去に存在した分室は以下のとおり。
- 保険分室 - 1952年（昭和27年）に廃止。

## 沿革
- 1932年（昭和7年）11月16日 - 荒川区尾久町三丁目に二等郵便局として開局[1]。
- 1933年（昭和8年）2月26日 - 荒川区尾久町三丁目に保険分室を設置[2]。
- 1938年（昭和13年）9月25日 - 保険分室を荒川区尾久町三丁目から同区尾久町九丁目に移転[3]。
- 1940年（昭和15年）11月27日 - 等級を二等から一等に改定[4]。
- 1943年（昭和18年）5月30日 - 本局を荒川区尾久町三丁目から同区尾久町九丁目に、保険分室を荒川区尾久町九丁目から同区尾久町三丁目に移転[5]。
- 1952年（昭和27年）11月10日 - 荒川区尾久町九丁目から同区三河島町三丁目に移転するとともに、保険分室を廃止[6]。
- 1956年（昭和31年）12月1日 - 電話通話事務の取扱を開始。
- 1957年（昭和32年）2月25日 - 和文電報受付事務の取扱を開始。
- 1966年（昭和41年）4月 - 新局舎落成。
- 1996年（平成8年）7月1日 - 外国通貨の両替および旅行小切手の売買に関する業務取扱を開始。
- 2007年（平成19年）10月1日 - 民営化に伴い、併設された郵便事業荒川支店、ゆうちょ銀行荒川店に一部業務を移管。
- 2012年（平成24年）10月1日 - 日本郵便株式会社の発足に伴い、郵便事業荒川支店を荒川郵便局に統合。

## 取扱内容

### 荒川郵便局
- 郵便、印紙、ゆうパック、内容証明
- 生命保険、バイク自賠責保険、自動車保険、がん保険、引受条件緩和型医療保険
- 荒川区内（〒116-xxxx）の集配業務
- ゆうゆう窓口

### ゆうちょ銀行荒川店
- 貯金、貸付、為替、振替、振込、国際送金、外貨両替、国債、投資信託、変額年金保険
- ATM

## 周辺
- 荒川区役所
- 荒川区民会館（サンパール荒川）
- 荒川警察署
- 明治通り

## アクセス
- 都電荒川線 荒川区役所前停留場から徒歩約5分
- JR常磐線 三河島駅から徒歩約12分
- 東京メトロ日比谷線 三ノ輪駅から徒歩約14分
- 都営バス 荒川区役所前下車、徒歩約1分
- 首都高向島線 堤通出入口から西へ約3km、もしくは首都高中央環状線 扇大橋出入口から南東へ約4km
- 駐車場あり：3台（うち1台は身障者優先スペース）
  - 他の駐車スペースは全て荒川郵便局の業務用として利用。